# Exocentrus rufinitibialis
Exocentrus rufinitibialis là một loài bọ cánh cứng trong họ Cerambycidae.